# ويليام كولينز (راكب الكنو)
ويليام كولينز هو راكب الكنو كندي، ولد في 3 أبريل 1932.

## وصلات خارجية
- ويليام كولينز على موقع أوليمبيديا (الإنجليزية)